# 约翰·拉斯金
约翰·羅斯金（英語：John Ruskin，1819年2月8日—1900年1月20日）是英国维多利亚时代主要的艺术评论家之一，也是英国艺术与工艺美术运动的發起人之一。他还是一名艺术赞助家、制图师、水彩画家和杰出的社会思想家及慈善家。
他写作的题材涵盖从地质到建筑、从神话到鸟类学、从文学到教育、从园艺学到政治经济学包罗万象。他的写作风格和体裁同样多变。拉斯金写过从随笔到专著、从诗歌到演讲、从旅行指南到说明书、书信甚至到童话。早期較為刻意精雕的寫作風格，後來由較為平順的風格取代，以便能夠更有效率地傳遞他的思想。在他所有的作品中，他无一不在强调自然、艺术和社会之间的联系。他本身亦为天才而多产的艺术家，以描述細節的水彩和素描研究岩石、植物、鳥類、風景、建築結構和裝飾。
羅斯金在19世纪上半葉直到第一次世界大戰都具有高度的影響力。之後經歷一段影響力下滑的時間後，到1960年代，在許多羅斯金學術作品的出版和研究後，他的影響力又重新建立。羅斯金的著作第一次受到重視是因為Modern Painters (1843)第一卷的出版，在此出版中羅斯金認為特纳的藝術宗旨為「自然的真實」。從1850年代起，他推崇受受他思想深厚影響的前拉斐爾學派藝術。從「致後來人」(Unto this Last, 1860, 1862) 開始，他將注意力放到政治和社會焦點。從186年開始，他在牛津大學成為了第一位Slade Professor of Fine Art也在牛津成立了羅斯金繪圖學校(Ruskin School of Drawing)。在1871 年，他開始了名為Fors Clavigera(1871-1884)的寫作。這部極度個人化和複雜的作品，他稱之為「寫給英國工人的信」，羅斯金建構了他理想社會的原理原則，最後，羅斯金建立了關心藝術、和鄉村經濟生活的聖喬治公會(the Guild of St. George) （页面存档备份，存于），該基金會今日仍運作中。

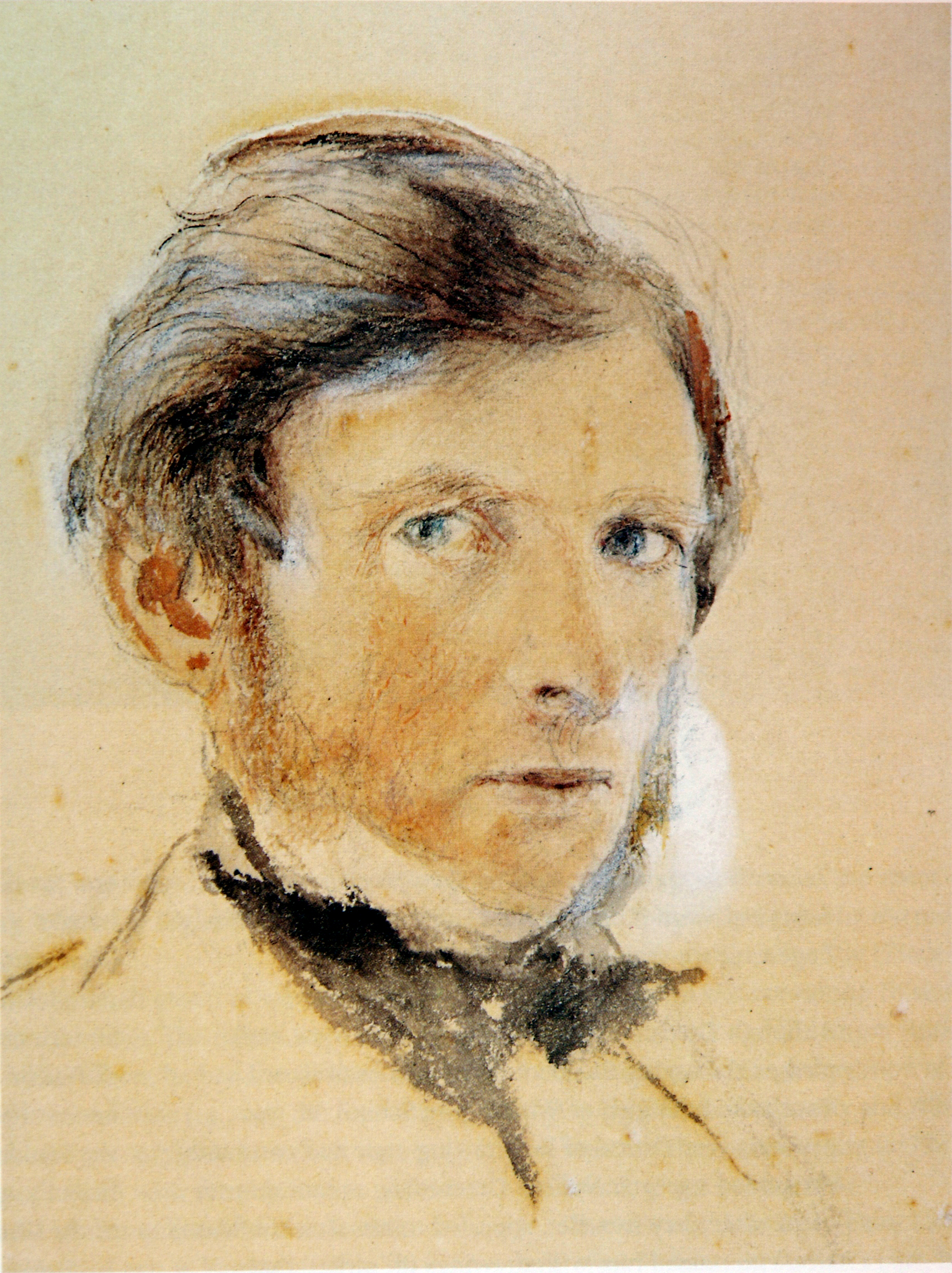
约翰·拉斯金

## 早年
羅斯金出生在倫敦，他的雙親對他都有很大的期待。他的父親John James Ruskin和他一起閱讀拜倫、莎士比亞 、華特史考特。他的母親Margaret Ruskin 是一個福音教派基督徒，則是教導羅斯金閱讀聖經。羅斯金的童年從1823-1828住在倫敦Herne Hill, 早期他由他的父母親和家教在家教育，爾後1834-35他在一家由福音教派位在Packham所開設的學校念書。

## 旅行
羅斯金從小就有廣泛的旅遊經驗，且深受影響。旅遊經驗奠基他的品為和擴充他的經驗，他和他的父親一起拜訪住在英國鄉村的客戶，帶他見識了英國的風景、繪畫、鄉村建築。羅斯金1830年的首篇長詩：Iteriad就描述了他在Lake District 的旅遊經驗。早在1825年，羅斯金和他的家人造訪了法國和比利時。這些歐陸的旅行經驗使羅斯基一家人越家深入歐陸各地：1833年，他們造訪了斯特拉斯堡、沙夫豪森、米兰、热那亚和都灵。1835年他第一次造訪威尼斯，開啟了他終身對阿爾卑斯山的情感，威尼斯也成為在他後期作品裡常出現的主題和象徵。
旅遊經驗提供羅斯金觀察與紀錄自然的機會。他在兒童和青少年時期的筆記本，就充滿了許多超出他年紀、富技巧且精妙的建築、風景、地圖素描。在羅斯金13歲的時候，他得到一本Samuel Rogers的詩集 Italy(1830),其中羅斯金深深欽佩特纳 為詩集所做的插圖，羅斯金1830年代的藝術作品，便可以看到特纳風格的影響。之後羅斯金的風格，漸漸從如畫(picturestique)風格轉向自然主義(naturalism)風格,則是他在Charles Runciman, Copley Fielding and James Duffield Harding指導下漸漸形成。

## 首次出版
羅斯金的旅遊提供了他書寫的靈感，他的第一本出版詩集是1929年的On Skiddaw and Derwent Water(原先的標題是Lines written at the Lakes in Cumberland: Derwentwater and published in the Spiritual Times)1934年為了在 Magazine of Natural History出版了三篇小文章，展現了羅斯金接近關切地質學的科學觀察書寫方式。
從1937-38，羅斯金使用筆名Kata Physin的一系列文章《建築之詩》(The poetry of Architecture) 出版在Architectural Magazine。文章研究鄉村小屋、別墅等各種居住建築，主張建築物應該和環境相通相互包容且使用當地材料。

## 牛津

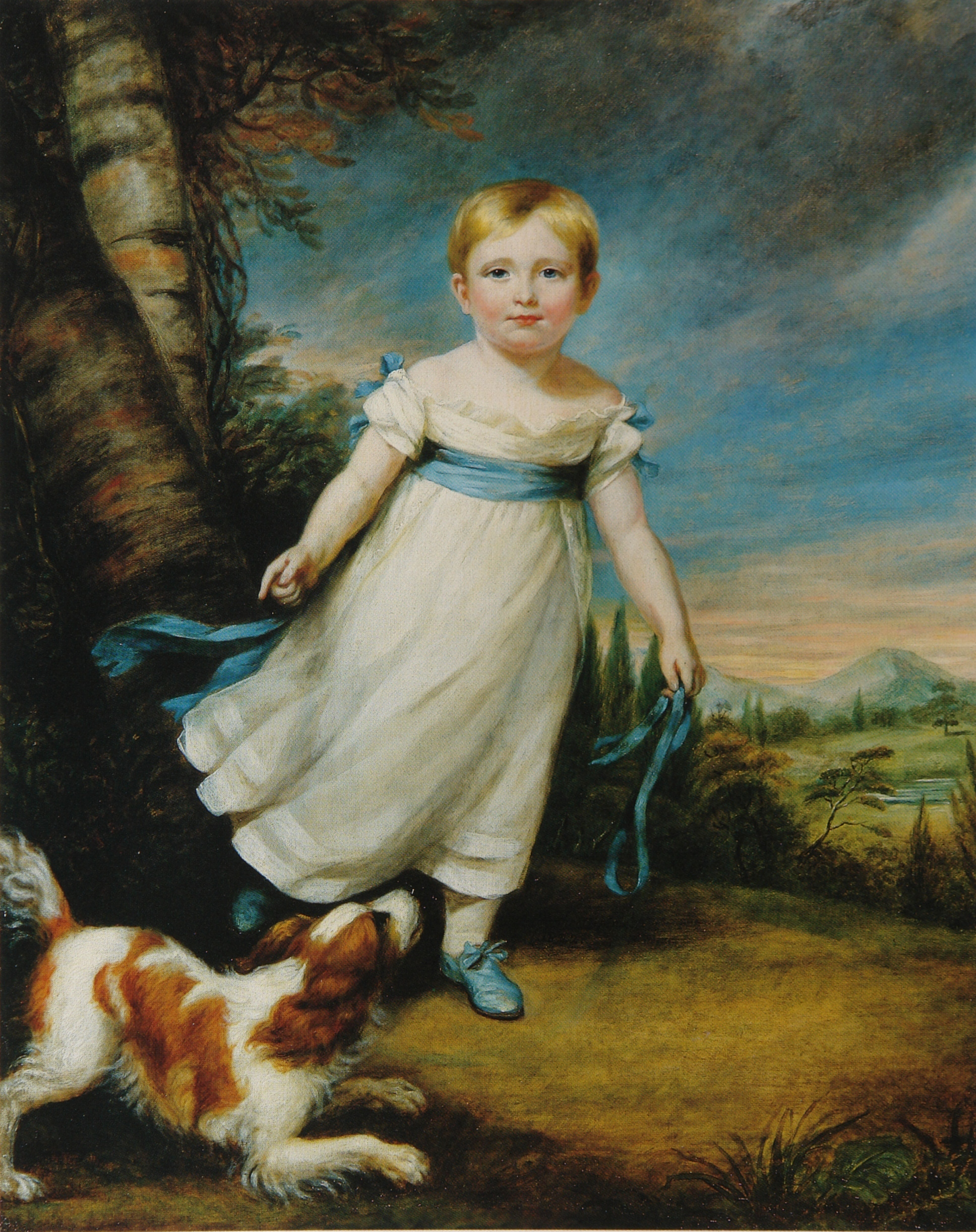
幼年拉斯金

羅斯金生于伦敦，童年的多数时光在坎伯韦尔附近的赫恩山度过。他的父亲是一名出生於愛丁堡富有的雪莉酒和葡萄酒进口商。在入读牛津大学前，他由父母和私人教师指导。羅斯金在此期间他曾随父母游历欧洲许多地方。这些旅行经历对他后来的发展，尤其是对自然的热爱产生了较大的影响。
1836年，羅斯金进入牛津大学。在第三年时，荣获纽迪吉特诗歌奖，并在颁奖典礼上结识了华兹华斯。此后他的健康每况愈下，不得不在1840年离开牛津修养。在修养期间他j為了後來成為他妻子的埃菲·格雷，撰写了他唯一的一部虚构作品，童话《金河王》。1842年，拉斯金从牛津大学毕业。他在牛津最重要的朋友包括查尔斯·托马斯·牛顿。

## 《现代画家》I (1843年出版)
在拉斯金撰写《现代画家I》前，他的父亲便开始收藏水彩画，其中包括塞缪尔·普劳特的作品，从1839年起，还加入了透纳的作品。普劳特与透纳时常成为拉斯金家的座上宾。羅斯金在《现代画家I》使用匿名「A Graduate of Oxford」出版，其中反击了评论家对透纳的批评，并富有争议地宣称，以透纳为代表的一众现代风景画家超越了那些后文艺复兴时期的古典主义大师们，因为透納的作品更加地贴近“自然的真谛”。虽然评论界并没有立刻对《现代画家I》做出反应，当时的一些著名文艺人士，如夏洛特·勃朗特和伊丽莎白·盖斯凯尔却被他的作品所打动。这部作品同时奠定了拉斯金与透纳的友情。1851年透纳去世之后，拉斯金整理了透纳留给不列颠王国的近2万件草图。

## 《现代画家》II (1846年出版)
1844年的羅斯金和他的父母親一起遊歷歐洲大陸：巴黎、霞慕尼、研讀地理、在羅浮宮研究提香、維洛內斯、佩魯吉諾等等古代大師的作品。1845年，羅斯金第一次在沒有父母親的陪伴之下旅遊，他在法國、義大利、瑞士研究了中古時代的建築和藝術,在義大利的盧卡他看到他認為由Jacopo della Quercia所製作足以代表基督教雕塑的Ilaria del Carretto之墓。安傑利科、喬多在聖馬可的作品、還有丁托列托在聖洛克大會堂都讓羅斯金印象深刻。但是卻也彰顯的威尼斯的頹敗和現代化。他說：「對我來說，威尼斯已經消失了」。這樣的觀點可以在羅斯金其後1849年的著作《建築的七盞明燈》(The Seven Lamps of Architecture)的看到他對建築修護保存的觀點：建築只能典藏和保存，修護(restore)即是摧毀。
《现代画家》便是在這樣的背景中於1846年出版。這一冊專注於文藝復興、文藝復興前期的藝術家, 偏向理論性質地論述美學、神聖、真實、美、宗教都不可分割地連結在一起：「美是上帝的禮物」在討論美和想像的篇章中，羅斯金認為藝術家一定要用他們的想像力接收美，使用符號將美有創意的傳遞出。

## 前拉斐尔派和其他影响
他亦曾与艺术家但丁·加百列·罗塞蒂、约翰·艾佛雷特·米莱、威廉·霍尔曼·亨特、John Brett和John William Inchbold共事。
拉斯金的写作和哲学对艺术与工艺美术运动有深远的影响，亦启发创设国家名胜古迹信托与古建筑保护协会。
拉斯金最初任教于伦敦的工人学院（Working Men's College)，后以史莱德艺术教授（Slade Professor of Art）的名衔任教于牛津大学。牛津大学的拉斯金美術學校即得名于他。

## 个人生活
拉斯金的个人生活并不幸福。1847年，拉斯金娶艾菲·格蕾为妻。1854年，艾菲以婚后不曾圆房为理由申请无效婚姻。次年，艾菲嫁给了他的朋友米莱。1870年代起，拉斯金逐渐失去理智。1878年，惠斯勒告他诽谤，拉斯金败诉，声名大损。
其父去世后，拉斯金声明社会主义者与富裕不可得兼，将所得遗产分赠各家教育机构，包括在帕丁顿的由他本人成立的有乌托邦性质的圣乔治公会、在切尔西的怀特朗学院与在坎伯韦尔的约翰拉斯金学校。

## 著作
- 《现代画家I》Modern Painers I(1843年)
- 《建筑的七盏明灯》The Seven Lamps of Architecture （页面存档备份，存于） (1849年)
- 《拉斐尔前派》Pre-Raphaelitism (1851年)
- 《威尼斯的石头》The Stones of Venice （页面存档备份，存于） (1853年)
- 《建筑与绘画》Architecture and Painting (1854年)
- 《现代画家III》 Modern Painters III (1856年)
- 《艺术的政治经济》Political Economy of Art (1857年)
- 《现代画家》Modern Painters IV (1860年)
- Unto the Last (1862年)
- 《政治经济散文》Essays on Political Economy (1862年)
- 《时间与潮流》Time and Tide (1867年)